# Шаповалов, Михаил Михайлович
Михаи́л Миха́йлович Шапова́лов (1898, Грайворон — 1945, Пршибрам, Чехия) — полковник РККА. Генерал-майор Вооружённых сил Комитета освобождения народов России. Во время Великой Отечественной войны, после пленения изъявил желание воевать против СССР.  В 1945 году пленён чешскими партизанами, казнён.

## Биография
Родился 11 января 1898 года в крестьянской семье города Грайворон Курской губернии.
Как и большинство представителей командного состава РККА, Михаил Михайлович Шаповалов был выходцем из крестьянской семьи. Однако, по мнению автора книги «Армия генерала Власова 1944—1945» К. Александрова, будущий красный командир мог быть выходцем и из более зажиточных слоёв общества. По крайней мере, когда в 1921 г. М. М. Шаповалов был исключён из рядов РКП(б), ему вменялось в вину «кулацкое происхождение» и то, что он бывший царский офицер. Нет единой точки зрения и о том, где и когда родился М. М. Шаповалов. По одним данным Михаил Михайлович родился в 1898 г. в г. Грайворон , а по другим, в 1901 г. в деревне Новостровенка Курской губернии.

### Образование
Окончил 7 классов реального училища в Белгороде (1915). В мае 1919 г. обучался на Московских кавалерийских курсах командного состава. В 1924 г. зачислен курсантом химических КУКС РККА, затем был направлен на учёбу в Московскую высшую военно-химическую школу РККА.

### Военная служба
Полных и достоверных данных об участии М. М. Шаповалова в Первой мировой войне крайне мало. Известно, что с мая 1915 году как вольноопределяющийся он служил в 9-м Уланском Бугском полку (до войны носивший имя Его Императорского Королевского Высочества эрцгерцога Австрийского Фердинанда). Полк входил в состав 1-й бригады 9-й кавалерийской дивизии. Есть данные, что на полях первой мировой войны Шаповалов дослужился до младшего офицерского чина. После демобилизации в марте 1918 г., М. М. Шаповалов добровольно перешёл на службу в Красную Армию. В том же году он командовал эскадроном 8-го Повстанческого полка, участвовавшего в боях с войсками Центральной Рады, но 20 декабря того же года попал в плен, откуда бежал 17 января 1919 г.
В ходе гражданской войны Шаповалов М. М. участвовал в боях с армией адмирала А. В. Колчака. В 1920 году служил в 4-й кавалерийской дивизии легендарной 1-й Конной армии, где командовал эскадроном и даже временно исполнял обязанности командира 22-го кавалерийского полка. Послужной список будущего командира 1 ОСК в годы гражданской войны впечатляет. Шаповалов воевал на Южном, Юго-Восточном, Кавказском, Юго-Западном и Западном фронтах. Воевал против Деникина, участвовал в боях на польском фронте, в Северной Таврии сражался с войсками барона Врангеля, громил банды атаманов Короленко и Кочубея на Украине. В августе 1921 года был ранен.
После войны, уже беспартийным Шаповалов служил на управленческих и командных должностях различных кавалерийских курсов комсостава в Харькове и Крыму. В 1924 г. зачислен курсантом химических КУКС РККА, затем был направлен на учёбу в Московскую высшую военно-химическую школу РККА. Одновременно был начальником химической службы 651 кавалерийского полка, затем 9-й Крымской кавалерийской дивизии. С апреля 1932 г. и. д. начальника химической службы Владивостокского УРа, а с 1937 г. был начальником штаба этого укрепрайона. В 1936 г. М. М. Шаповалову было присвоено звание майора, а в следующем 1937 г. — полковника.
Осенью 1937 г. (по другим данным в 1938 г.) М. М. Шаповалов был арестован органами НКВД как участник «антисоветского, военно-фашистского заговора» и провёл в заключении 8 месяцев. От расстрела его спасла временная пауза в репрессиях (т. н. «бериевская» либерализация 1939 г.). После освобождения был назначен начальником Севастопольской артиллерийской школы. В 1939—1941 г. являлся слушателем Военной академии РККА им. М. В. Фрунзе.
В период службы на Дальнем Востоке у М. М. Шаповалова сложились хорошие служебные и личные взаимоотношения с Ф. С. Октябрьским (до 1924 г. Ивановым). Оба начали службу на Дальнем Востоке в 1932 г. и дослужились до высоких званий и должностей. В 1938 г. Ф. С. Октябрьский в звании флагмана 2 ранга командовал Амурской военной флотилией, а полковник М. М. Шаповалов, до ареста осенью 1937 г., занимал должность начальника штаба Владивостокского УРа.
После «дальневосточной эпопеи» полковник Шаповалов продолжил службу на флоте, правда был переведён в Крым, на должность начальника школы береговой артиллерии (г. Севастополь). В Крыму судьба вновь свела М. М. Шаповалова с Ф. С. Октябрьским, который в марте 1939 г. был назначен командующим Черноморским флотом.
5 сентября 1942 года автор доклада «О составе и боевых операциях 1 ОСК» направленного Военному совету СКФ, военный комиссар 1 Отдельного стрелкового корпуса, бригадный комиссар Н. И. Привалов дал объективную характеристику взаимоотношений М. М. Шаповалова с командующим Черноморским флотом Ф. С. Октябрьским. «Вице-адмирал Октябрьский — отмечал Н. И. Привалов — знал Шаповалова ещё по Дальнему Востоку, а в Севастополе Шаповалов был начартшколы береговой артиллерии, находился в подчинении Октябрьского. В разговоре у Октябрьского на КП в Новороссийске Октябрьский смеялся над Шаповаловым, что у него пусто на груди, если бы не ушёл из флота, теперь бы имел награды. Подробно о служебной деятельности Шаповалова у Октябрьского я не спрашивал. Октябрьский не хотел Шаповалова пускать из флота, оценивал его как хорошего командира».
Ирония Ф. С. Октябрьского наверняка задевала честолюбие обделённого наградами полковника. К лету 1942 г. он, участник гражданской войны, образованный командир, имевший боевой опыт борьбы с вермахтом, был отмечен лишь медалью XX лет РККА. Разумеется, советская власть имела основания не доверять человеку с такой биографией, как у М. М. Шаповалова, однако такое отношение помимо горячности, эмоциональной неустойчивости, комплекса недооценённости, видимо формировало в будущем комкоре скрытность, чувство неудовлетворённости, ожесточение, недоверие к советской системе построения государства, армии и общества.
В августе 1941 года закончивший военную академию полковник Шаповалов, окончательно расстался со службой на флоте и был назначен командиром 1-й Крымской дивизии народного ополчения (КДНО), которую сам и формировал. Мотивация у бойцов была высокая, как и моральный дух (большинство были добровольцами, коммунистами, комсомольцами, по национальности много евреев и крымчаков). С вооружением имелись трудности (стрелковое оружие времен «империалистической» от британских и немецких образцов до экзотических японских винтовок). В этот же период Шаповалов был комендантом укрепрайона г. Феодосии. В сентябре 1-я КДНО Шаповалова принимала участие в боях с гитлеровцами, обороняя позиции у Ак-Моная, а затем комдив командовал механизированной группой войск в районе г. Керчь.
К лету 1942 г. ситуация на южном фасе советско-германского фронта значительно осложнилась. Следствием поражения РККА в Донбассе, в Крыму и на Дону стал так называемый «кадровый голод». Многие командиры Красной Армии погибли в боях, оказались в плену либо были отстранены от командования. При этом перед представителями среднего командного состава открывались перспективы возглавить соединения в звене полк — бригада — дивизия. В числе таковых оказался и полковник Шаповалов. 2 июня 1942 г. полковник Шаповалов М. М. был назначен заместителем командира 1-го Отдельного стрелкового корпуса. Не прошло и месяца, как согласно директиве ставки ВГК № 994088 от 30 июня 1942 г. Михаил Михайлович Шаповалов был утверждён в должности командира 1-го Отдельного стрелкового корпуса. Для нового комкора, конармейца в прошлом, ситуация складывалась благоприятно, тем более, что командующим Северо-Кавказским фронтом был легендарный герой гражданской войны и создатель 1-й конной армии, Маршал Советского Союза С. М. Будённый.
К моменту, когда 1-й Отдельный стрелковый корпус получил приказ о передислокации к Армавиру, в его составе было всего две бригады и один артполк. Перед комкором Шаповаловым стояла сложная задача организовать оборону левого берега Кубани и стратегически важных переправ у Армавира.
Бригады корпуса прибывали на новый рубеж обороны по частям. Штаб корпуса уже утром 1 августа прибыл на станцию Кубанскую (с. Новокубанское, ныне г. Новокубанск), где и расположил свой командный пункт (КП). К вечеру того же дня на ст. Кубанская закончили разгрузку 4 батальона 139-й бригады, тогда как из 113-й бригады под Армавир прибыло лишь 2, а ещё два прибыли только к 4 августа. Задачу Шаповалову осложняло отсутствие в Армавире крупных частей РККА, что фактически лишало корпус резервов. Кроме того, по данным Н. И. Привалова, 1 августа в 20:00 «от имени маршала генерал-майор Захаров дал приказание: корпусу в составе 139 бр. и двух батальонов 113 бр. выйти на новый рубеж за реку Кубань и занять его к исходу 4 августа». Для удержания огромного участка фронта на правом берегу Кубани (от ст. Григориполисской до х. Смыков) у Шаповалова было крайне мало сил, ведь на пространстве порядка 40 км батальонам 1 ОСК предстояло сражаться с боевыми группами трёх дивизий противника — моторизованной СС «Викинг» (SS-Freiwilligen-Division (mot.) «Wiking»), 16-й моторизованной (16 Infanterie-Division (mot)) и 13-й танковой дивизиями вермахта (13.Pz.Div.).
Положение Шаповалова осложнялось превосходством противника в живой силе, технике, средствах связи и огневой мощи, в то время, как бригады корпуса лишь эпизодически могли рассчитывать на авиационное прикрытие, не имели поддержки тяжёлой дальнобойной артиллерии и не располагали бронетехникой. Но даже в этих условиях полковник Шаповалов проявил себя как грамотный и деятельный командир. Понимая, что распоряжение о переброске частей корпуса на правый берег Кубани утратило свою актуальность и грозило батальонам окружением и разгромом, Шаповалов, фактически в нарушение приказа командующего фронтом, успевает отвести часть сил (139 сбр.) на левый берег реки. Распорядительность и умение принимать волевые решения позволили командиру 1 ОСК усилить свои поредевшие бригады частями 31 стрелковой дивизии (150 штыков), 30 кавалерийской дивизией, батальонами 69 УРа и 136 запасного стрелкового полка.
Благодаря решительности Шаповалова корпус сохранил часть орудий 456 артиллерийского полка РГК, дивизионы которого, в нарушение приказа командования СКФ, не были направлены на правый берег Кубани в полном составе. Кроме того, осознавая необходимость усиления противотанковой обороны, комкор Шаповалов фактически «реквизировал» и разместил на танкоопасных направлениях орудия 31 стрелковой дивизии, управление, артполк и спец. подразделения, которой находились в Армавире. Как бы то ни было, части оборонявшие переправы у Армавира задержали противника на неделю до 8 августа и начали отступать только тогда, когда оказались в оперативном окружении. Сплошной линии фронта в тех условиях быть не могло, немцы хозяйничали на основных шоссейных дорогах днём, в то время как по просёлкам в тёмное время суток отходили части РККА. Ситуация напоминала слоёный пирог. Полковник Шаповалов, во время боёв находившийся фактически на передовой, КП корпуса находился в районе кирпичного завода, объективно не мог сохранить управление частями, вынужденно отступавшими от Армавира по расходящимся направлениям. От рубежа к рубежу части РККА с боями откатывались к Лабе, Фарсу, Белой, пытались обороняться у Майкопа и в предгорьях Западного Кавказа.
10 августа 1942 г. Шаповалов и его штаб находились в боевых порядках 40-й Отдельной мотострелковой бригады, которой командовал полковник Н. Ф. Цепляев. Бригада, как и остатки 1 ОСК отступала от Армавира и была фактически обескровлена. В радиопереговорах с командующим 12-й армии генерал-майором Гречко А. А. Шаповалов докладывал, что со своим КП находится на высоте 314. Далее, полковник описывал безвыходность своего положения, указывая, что из окружения вырваться не удалось, отданные ему приказы устарели, связь с остатками 139-й сбр. потеряна, а комбриг Цепляев ему не подчиняется. При этом, как следует из краткой стенограммы радиопереговоров, Шаповалов дважды просит командарма прислать за ним самолёт. «Пошлите мне срочно самолёт, — просит Шаповалов — посадка — удобна» и далее, нарушая канву переговоров, фактически с уничижением повторяет «мой КП — выс. 314. Самолёт пусть садится в этом районе». Кольцо окружения продолжало сжиматься, полковник Цепляев принял решение пробиваться к своим через перевалы, а не дождавшийся самолёта Шаповалов принял другое решение. 14 августа 1942 г. командир 1 ОСК, полковник Шаповалов М. М. оставив штаб корпуса, сдался передовым частям 16-й моторизованной дивизии вермахта, причём бежал к немцам вместе с женой.
«Надо полагать, — отмечает Ю. П. Ржевцев — что это именно о нём в своих устных воспоминаниях о войне упоминал мой дед — Василий Лукьянович Юденков, бывший младший командир из рядов личного состава 456-го корпусного/пушечного артиллерийского полка. По его утверждению, летом 1942-го остатки 456-го пушечного артиллерийского полка прямой наводкой поддерживали пехоту у одной из краснодарских станиц. Вдруг прямо через позиции артиллерийских расчётов в сторону противника вихрем промчалась чёрная командирская „эмка“ с высунутым из окна самодельным белым флагом. Свидетели настолько опешили, что даже не схватились за оружие. Чуть позже по нашим окопам пополз слух, что это-де в плен к немцам сдался вместе с семьёй командир обороняющегося здесь стрелкового корпуса…».
Воспоминания бойца 456-го артполка подтверждаются материалами из доклада комиссара корпуса Н. И. Привалова. «Когда я догнал штаб корпуса мне нач. политотдела доложил, что командир корпуса полковник Шаповалов бросил в лесхозе штаб и без адъютанта с женой куда-то уехал. Нач. политотдела и майор Шундалов более суток со штабом ожидали его в лесу. Посылали конных и пеших разведчиков для розыска, но нигде его не нашли».

### «Власовец»
Трудно объяснить, что послужило причиной измены М. М. Шаповалова. Возможно, вновь обострившееся чувство «ненужности», недооценённости, замешанное на «грехах прошлого» (кулацкое происхождение, служба в российской императорской армии, петлюровский плен, исключение из ВКП(б), арест в период репрессий). На столь роковое решение старого буденовца могло повлиять и неудовлетворительное состояние здоровья — психическое, физическое и моральное перенапряжение сил, обусловленное напряженностью августовских боёв на Кубани. «8 августа в Дундуковской, — вспоминал Н. И. Привалов — когда штаб стали бомбить около 5 самолётов, он проявил растерянность, бегал по кукурузе и потерял шифровку, которую нашли минут через пять. 8 августа, когда я уехал в 139 бр., во время следования штаба в Унароково они были обстреляны танком, танкеткой и подверглись бомбёжке до 17 самолётов. Шаповалов здесь проявил ещё большую растерянность, залез в грязный ручей /по уши/, сбросил с себя снаряжение в грязь, схватил автомат и сидел до тех пор, пока улетели все самолёты. А потом без пояса сел в машину, не собрал весь штаб, выехал в Унароково».
Ещё одним мотивом предательства Шаповалова могло послужить дошедшее до него известие об аресте командира 318-й стрелковой (горно-стрелковой) дивизии полковника Ромашенко А. И., чьи полки, сражаясь на левом фланге 1 ОСК, не сдержали натиск эсэсовцев «Викинга» у с. Новомихайловского. Ромашенко был арестован органами НКВД после 10 августа и позднее приговорён к высшей мере наказания (расстрелян в декабре 1942 г.). Схожая участь грозила и командиру 31-й стрелковой дивизии М. И. Озимину, который принимал участие в боях за Армавир и 9 августа был тоже арестован органами НКВД «за потерю управления войсками». Возможно, Шаповалов просто опасался ответственности.
Однополчане сочли поступок Шаповалова «проявлением трусости перед немцами», желанием спасти свою «подлую шкуру» и именовали своего бывшего командира, добровольно перешедшего к врагу, «подлым ничтожным предателем». Добровольный переход М. М. Шаповалова на сторону противника трагическим образом повлиял на дальнейшую судьбу 1 ОСК и во многом способствовал забвению подвига бойцов 113-й и 139-й стрелковых бригад, сражавшихся под Армавиром. При этом факт измены комбрига ни в коей мере не дискредитирует подвиг красноармейцев, комиссаров и командиров 1 ОСК, которые ценой своих жизней задержали врага на переправах через Кубань.
Исследователь боевых операций периода обороны Кавказа Э. И. Пятигорский так оценивал предательство М. М. Шаповалова: «Предательство, измена… Природа этого явления человеческой психики, по мнению автора, до сих пор не изучена серьёзными психологами, потому что тема сама по себе достаточно неблагодарна и её исследование не послужит во благо человечества. Предательство и измена — явления интернациональные и естественные для человеческой цивилизации точно так же, как верность долгу, честность, патриотизм. История с М. М. Шаповаловым, надо думать, обескуражила и Ставку, и командование Северо-Кавказским фронтом и, прежде всего, Маршала С. М. Будённого. Предают, как правило, по заранее обдуманному намерению или из-за трусости. Шаповалов был преданным коммунистом и истинным патриотом. Перечитайте главу. Он сопротивлялся до последнего. Трусом Шаповалов тоже не был. Трус не мог водить в Гражданскую конную лаву полка с шашками наголо. Во всей этой истории с предательством много тёмного и непонятного. Автор не обладает информацией в той степени, которая позволила бы ему делать хоть какие-либо предположения».
Превратившись в борца со «сталинским режимом», Шаповалов первоначально использовался отделом пропаганды при штабе 1-й танковой армии Э. фон Клейста в качестве заурядного пропагандиста. Он создавал видимость формирования антибольшевистских казачьих формирований («Свободная Кубань»), обращался к красноармейцам с воззваниями и листовками о необходимости борьбы со сталинской диктатурой.
С 1943 г. Шаповалов и. д. начальника оперативного отдела зондерштаба «Р» Абвера («Валли-I») в Варшаве. После его расформирования направлен в г. Торунь начальником лагеря, в котором содержались пленные советские инженерно-технические работники, собиравшие и обрабатывавшие информацию о ВПК СССР. По другим данным, Шаповалов был этапирован в этот лагерь.
В войска КОНР (Комитет освобождения народов России) М. М. Шаповалов вступил в декабре 1944 г. (Генерал-майор ВС КОНР). В феврале 1945 г. командир 3-й (700-й) дивизии ВС КОНР. Если 1-я и 2-я дивизии РОА все-таки успели стать реальностью, то 3-я дивизия — по немецкой номенклатуре 700-я пехотная див. (русс.) — под командованием генерал-майора М. М. Шаповалова, так и остановилась на подготовительной стадии формирования.
В апреле 1945 г. М. М. Шаповалов двигался на соединение с Южной группировкой войск КОНР генерала Трухина (в Чехию). У Кемтена он встретился с частями 1-й Русской национальной армии генерал-майора вермахта Б. А. Хольмстона-Смысловского, прорывавшейся в Швейцарию и Лихтенштейн. Однако М. М. Шаповалов отказался к ней присоединиться. В начале мая в районе Райнбаха (Австрия) бывший комкор РККА присоединился к Южной группе ВС КОНР. 3 мая М. М. Шаповалов вылетел в район Праги для получения данных о Северной группе войск КОНР (генерала Буняченко), где находился и Власов. 5 мая он вернулся в Южную группу войск КОНР с информацией о желании Буняченко принять участие в боях с гитлеровцами в ходе восстания в Праге. Но когда 8 мая он выехал в Прагу, то по пути, в районе Пршибрама, был задержан чешскими партизанами и, будучи опознан советским парашютистом, расстрелян. Приказом ГУК Красной Армии исключён из списков Красной армии 2 декабря 1946 года.

## Награды
- Медаль «XX лет РККА» (№ 16612; 1938).